# NGC 1386
NGC 1386 is een spiraalvormig sterrenstelsel in het sterrenbeeld Eridanus. Het hemelobject werd op 19 januari 1865 ontdekt door de Duitse astronoom Johann Friedrich Julius Schmidt.

## Synoniemen
- PGC 13333
- ESO 358-35
- MCG -6-9-5
- IRAS03348-3609
- FCC 179